# 王俸 (弘治壬戌進士)
王俸（1467年？—16世纪？），字天爵，順天府通州三河縣人，民籍，明朝政治人物。

## 生平
弘治五年（1492年）壬子科順天府鄉試第一百三十一名舉人。弘治十五年（1502年）中式壬戌科會試第二百九名，三甲第七十八名進士。授山東兖州府東阿縣知縣。

## 家族
曾祖王敬，知縣；祖父王祥，贈員外郎；父王文琮，郎中。前母蔡氏；前母張氏；母宋氏。慈侍下。